# Gotland runt
Gotland Runt (GR) är världens största årliga havskappsegling som avgörs i månadsskiftet juni-juli, och som seglas från Stockholms skärgård, ut på Östersjön, runt Gotland och sedan tillbaka till Stockholms skärgård igen. Tävlingen arrangeras av segelsällskapet KSSS.
Från och med år 2011 gick starten från Saltsjön i centrala Stockholm. Samtidigt började tävlingen marknadsföras som ÅF Offshore Race,. Från och med 2020 heter seglingen återigen Gotland Runt, vilket egentligen är samlingsnamnet för regattan som också omfattar Stockholm City Regatta och Lilla Gotland Runt. Från 2024 startar racet på Sandhamn . 

## Historik
Kappseglingen "Visbyseglingen" anses vara föregångaren till nuvarande kappseglingen som på vissa banor rundar Gotland. Det var en populär kappsegling mellan större R-båtar och Skärgårdskryssare som KSSS arrangerade under 1920- och 1930-talen. Banan gick vanligtvis från Sandhamn ner till Visby där man gjorde ett uppehåll och därefter tillbaka igen till Sandhamn utan rundning av Gotland. Den sista Visbyseglingen seglades 1939, då Jacob Wallenberg i sin R-10 "Refanut" för evigt erövrade Visbypokalen.
Sommaren 1937 arrangerade KSSS den första egentliga kappseglingen som rundade Gotland med 42 deltagande yachter. Båtarna kom från Tyskland, Sverige, Polen, Finland, Litauen, England och USA. Banan på 250 distansminuter utgick från Visby, sedan ner till Ölands norra grund och vidare österut runt Hoburgen motsols runt Gotland och Gotska Sandön, med målgång utanför Visby.
År 2002 skedde tävlingens hittills enda dödsolycka då finländaren Mauri Luukkala spolades överbord och drunknade.
År 2004 ingick kappseglingen Gotland Runt som en etapp i Volvo Baltic Race och Nokia Oops Cup.
Genom åren har tävlingen haft olika huvudsponsorer som i olika omfattning påverkat vad tävlingen heter:
| 2020 - idag | Gotland Runt            |
| 2011 - 2019 | ÅF Offshore Race        |
| 2005 - 2010 | Eurocard Gotland Runt   |
| 2004        | GANT Gotland Runt       |
| 2001 - 2003 | Accenture Gotland Runt  |
| 1997 - 2000 | Microsoft Gotland Runt  |
| 1994 - 1996 | GEAB Gotland Runt       |
| 1993        | Pripps Blå Gotland Runt |
| 1985        | Visa Gotland Runt       |

### Rekord
2024 slog VO70:an Tchüss II det fem år gamla banrekordet. Racet tog 24 timmar, 27 minuter och 35 sekunder vilket resulterade i en ny snitthastighet på 14.12 knop. Tidigare rekordet hade en snitthastighet på 13.01 knop och togs 2019 av VO65:an HiQ.

## Bana
Gotland Runt har genom åren seglats på olika bansträckningar. Numer seglas Gotland Runt på två banor, den kortare seglas av klassen Classic, det vill säga båtar sjösatta före 1 januari 1968 och är 247 distansminuter (sjömil, NM). Den längre banan som seglas av övriga båtar är 350 NM. 
Banlängderna har varierat från den kortaste på 179 NM till den längsta på 653 NM. Tidigare gick startlinjen i det öppna vattenområdet 0,7 distansminuter nordväst om Revengegrundet. Mellan 2011 och 2023 gick starten i centrala Stockholm. Sedan 2024 går starten från Sandhamn. Målgången är nära Sandhamn vid Skanskobben sydväst om Korsö.

## Start i Sandhamn
2011 flyttades starten för Gotland Runt till Stockholm. Starten kan nu följas av tusentals åskådare på Stockholms klippor och kajer. Startlinjen ligger mellan Kastellholmen och Stadsgårdskajen. De bästa platserna för att följa tävlingen ut genom Stockholms skärgård är Oxdjupet, Sandhamn och Revengegrundet.               
Sedan 2024 går starten återigen från Sandhamn. Tillfartsrace till Sandhamn går från Saltsjöbaden. 
Med den nya bandragningen är inte Gotland Runt enbart en havskappsegling utan innefattar också cirka 50 NM av segling inomskärs. Detta har gett en ny dimension till kappseglingen och är något som uppskattas av både seglare och åskådare.

## Klassiska banor

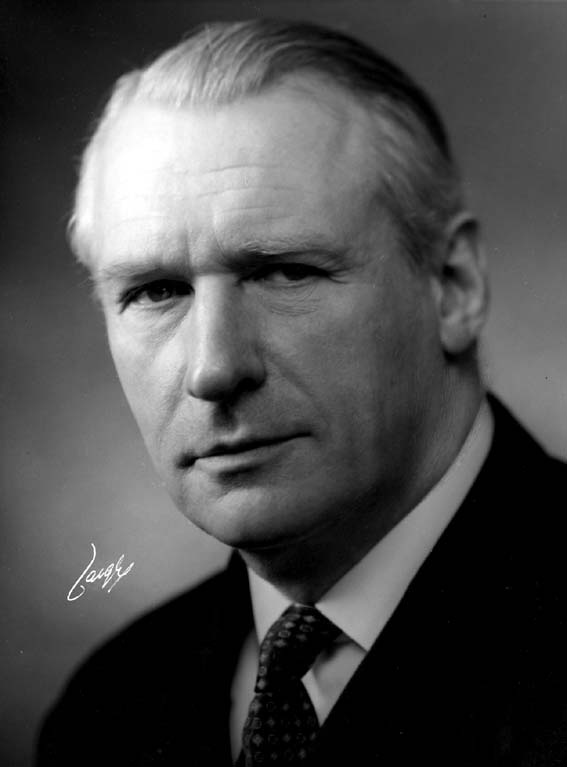
Jacob Wallenberg (1892–1980) vann ett flertal gånger "Visbyseglingen" med sin båt "Refanut" av typ R-10. Efter vinsten 1939 fick han behålla den prestigefyllda pokalen för evigt.

- (1) Delta är den klassiska banan med en längd av 311 distansminuter som rundar Gotland en gång medsols. Utgående från starten vid Revengegrundet går banan via Almagrundet-Gotska Sandön-Salvorev-Hoburgen-Visby-Almagrundet och därefter målgång i Sandhamn.
- (2) Charlie har en längd av 363 distansminuter och rundar Gotland medsols en gång med vissa tillägg. Från Revengegrundet går banan via Almagrundet-Nynäshamns angöring-Salvorev (syd om Gotska Sandön)-Hoburgen-Knolls grund-Visby-Almagrundet och därefter målgång i Sandhamn.
- (3) Classic Yachts Baltic Race är den kortaste banan, anpassad för äldre båttyper, med en längd av 179 distansminuter och rundar inte Gotland utan begränsas till rundning av Gotska Sandön och Salvorev. Utifrån Revengegrundet går banan via Almagrundet-Nynäshamns angöring-norr om Gotska Sandön-Salvorev-väst eller ost om Gotska Sandön-Almagrundet och därefter målgång i Sandhamn.
- (4) Alfa är den längsta banan anpassad för de snabba flerskrovsbåtarna i 60-fotsklassen som exempelvis de svenska båtarna "HiQ" [10], Spirit of Titan och "Nokia" med LYS-tal över 3 och är 653 distansminuter lång. Båtarna rundar Gotland medsols två gånger. Utifrån Revengegrundet går banan via Almagrundet-Nynäshamns angöring-syd om Gotska Sandön-Salvorev-Hoburgen-Knolls grund-Visby-Salvorev-(2:a rundningen av Gotland)-Hoburgen-Knolls grund-Visby-norr om Gotska Sandön-fyren Gustaf Dalén-Almagrundet och därefter målgång i Sandhamn.
- (5) Bravo har en banlängd av 448 distansminuter och rundar Gotland medsols en gång. Banan är anpassad för de stora enskrovsbåtarna i 100-fotsklassen (30 meter), som exempelvis den svenska båten "Hyundai" av typen Super Maxi 100. Även de mindre flerskrovsbåtarna seglar banan. Utifrån Revengegrundet går banan via Almagrundet-Nynäshamns angöring-syd om Gotska Sandön-Salvorev-Hoburgen-Knolls grund-Visby-norr om Gotska Sandön-fyren Gustaf Dalén-Almagrundet och därefter målgång i Sandhamn.

Det raka avståndet (kompasskurs 193°) från Revengegrundet till Visby är cirka 100 distansminuter (185,2 km).

### Kartor för övriga fyra historiska kappseglingsbanor

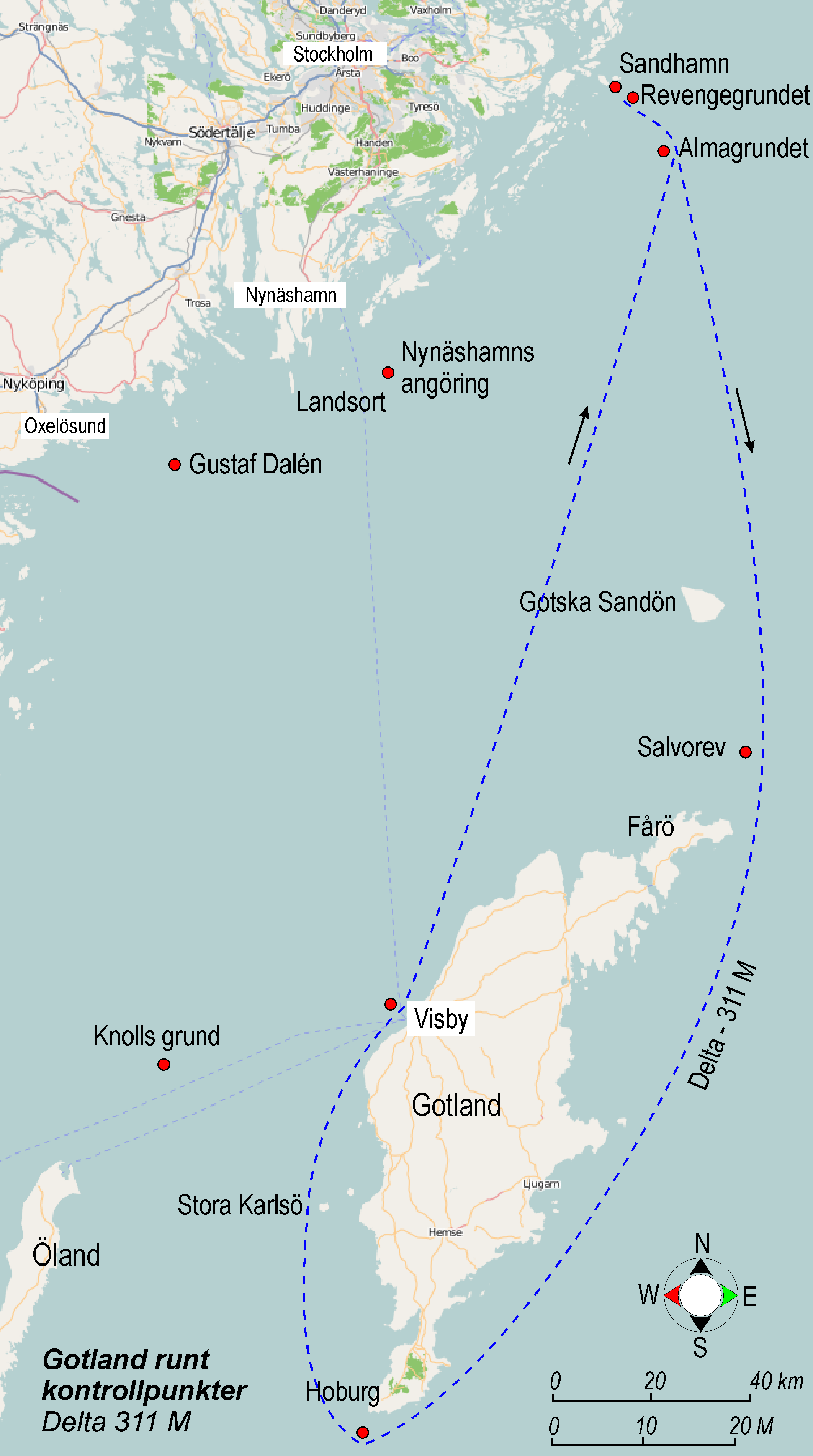
Gotland Runt, bana "Delta" med en nominell längd av 311 distansminuter markerad.
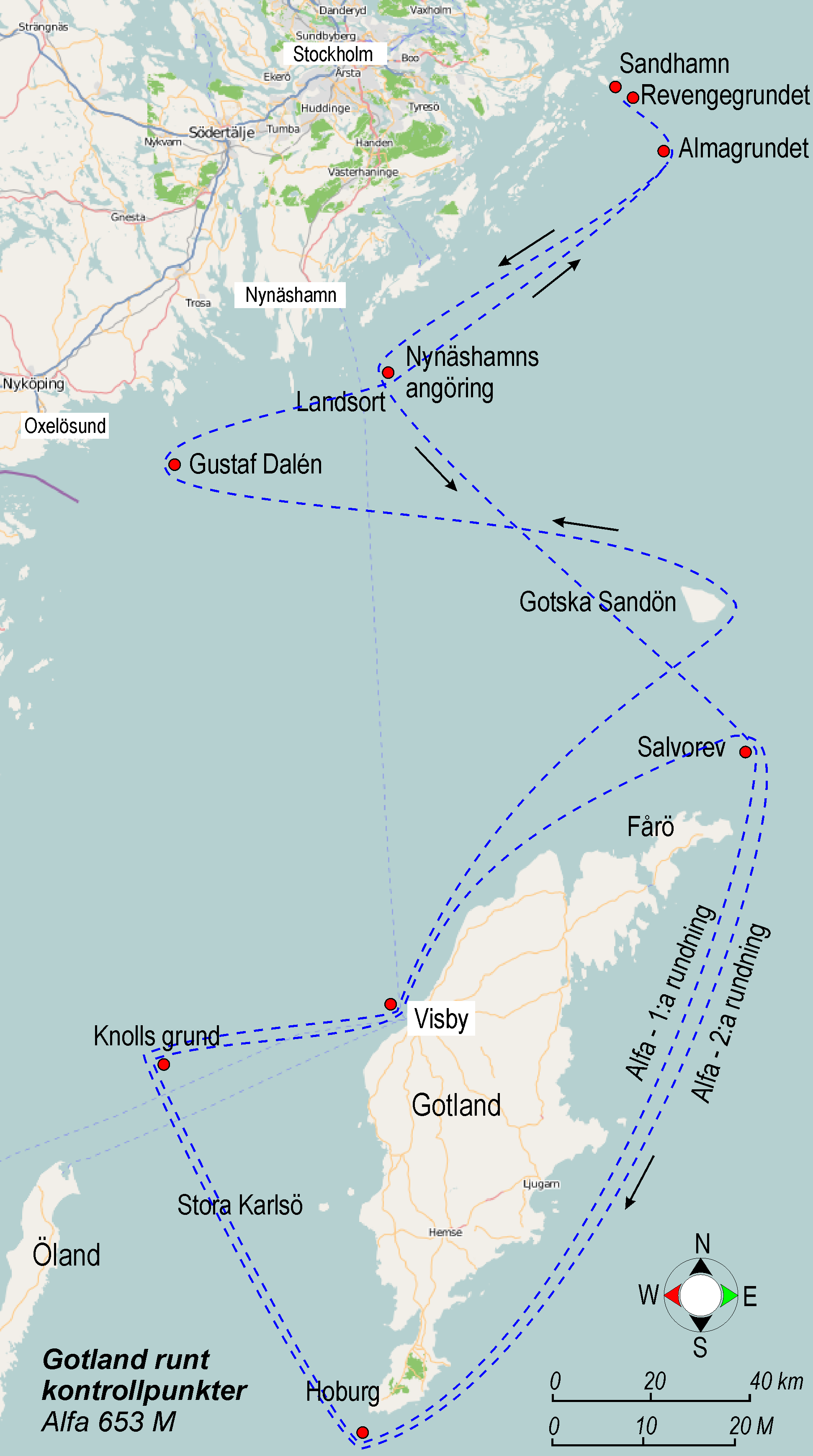
Gotland Runt, bana "Alfa".
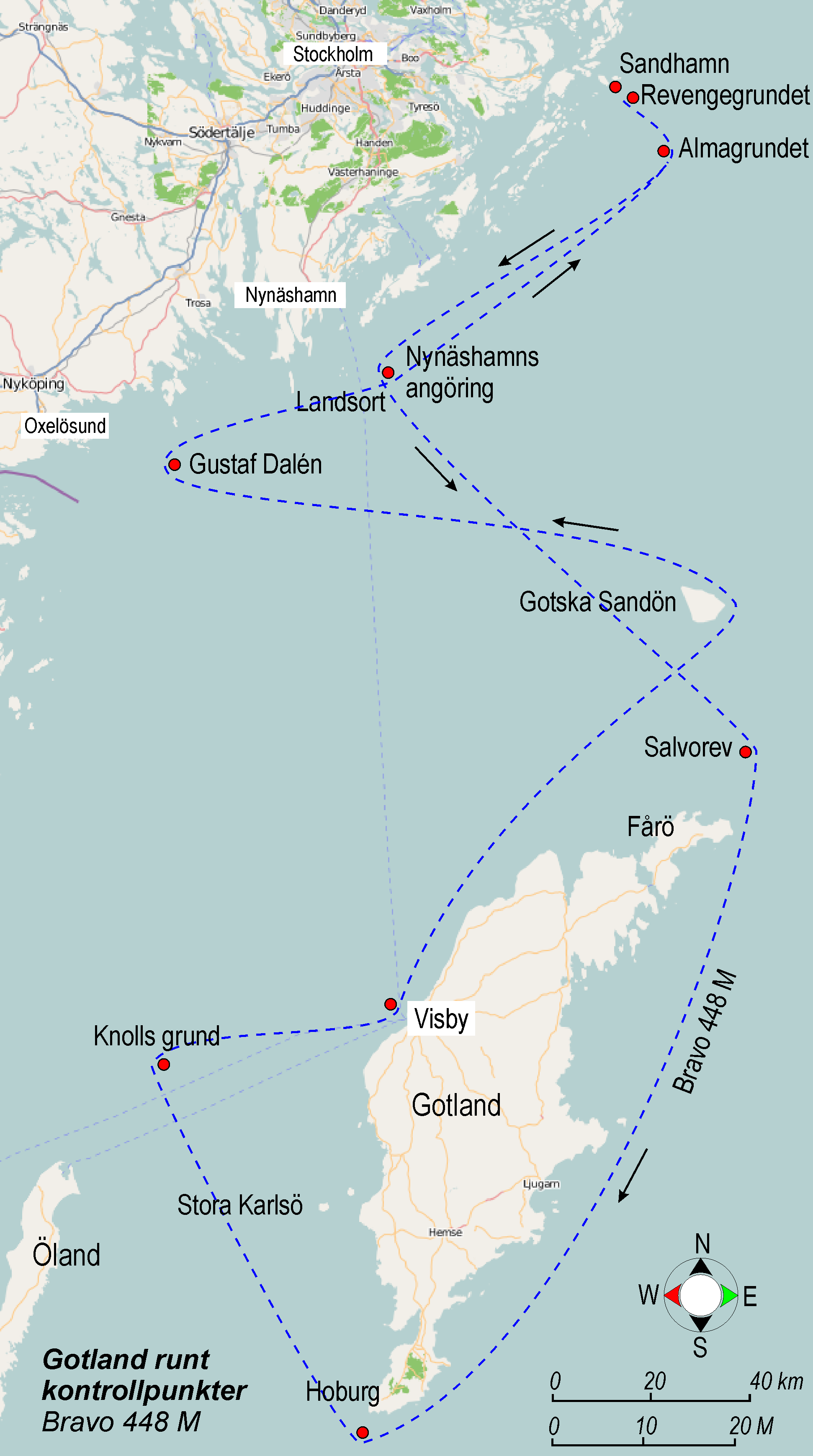
Gotland Runt, bana "Bravo".
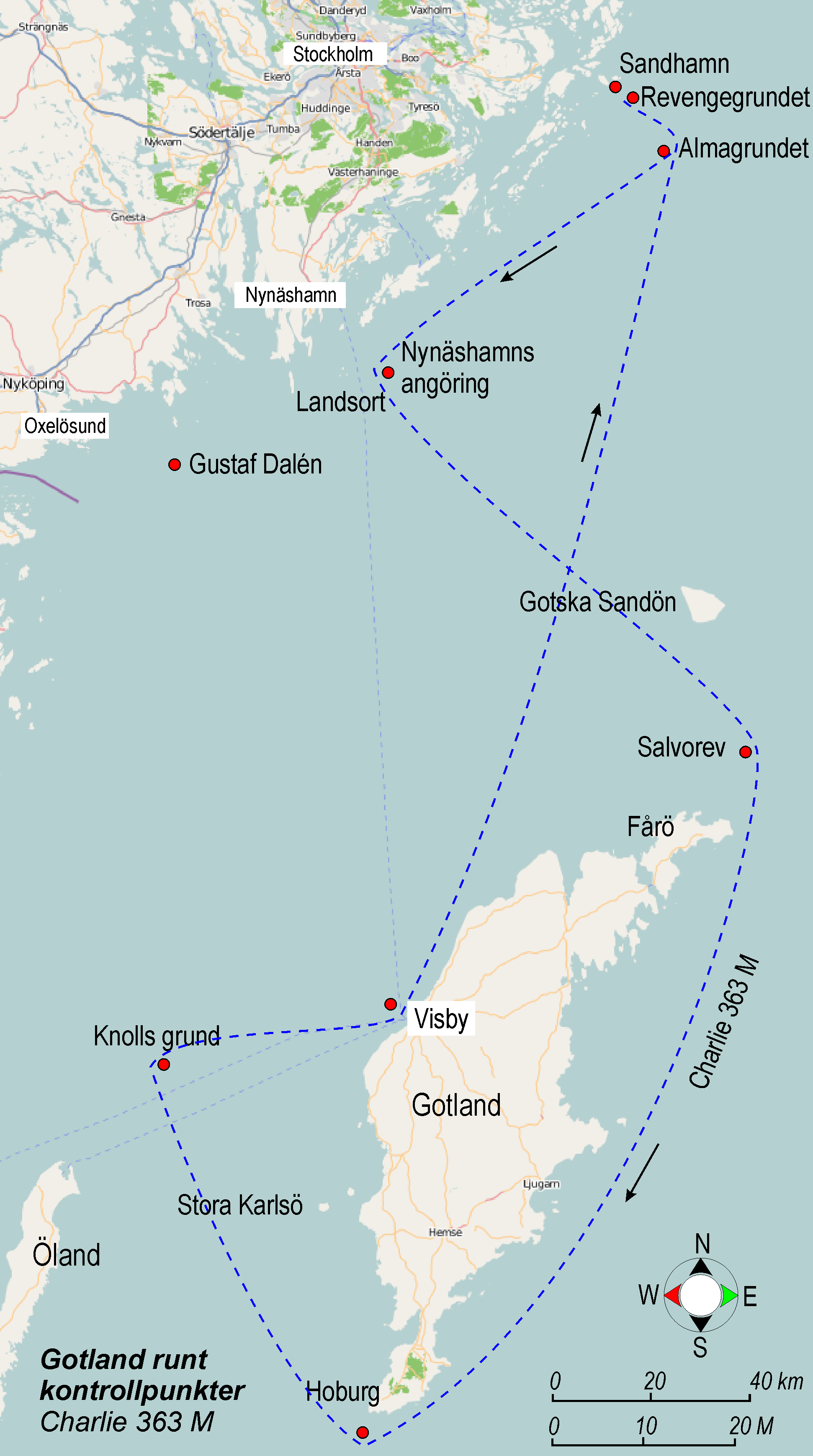
Gotland Runt, bana "Charlie".
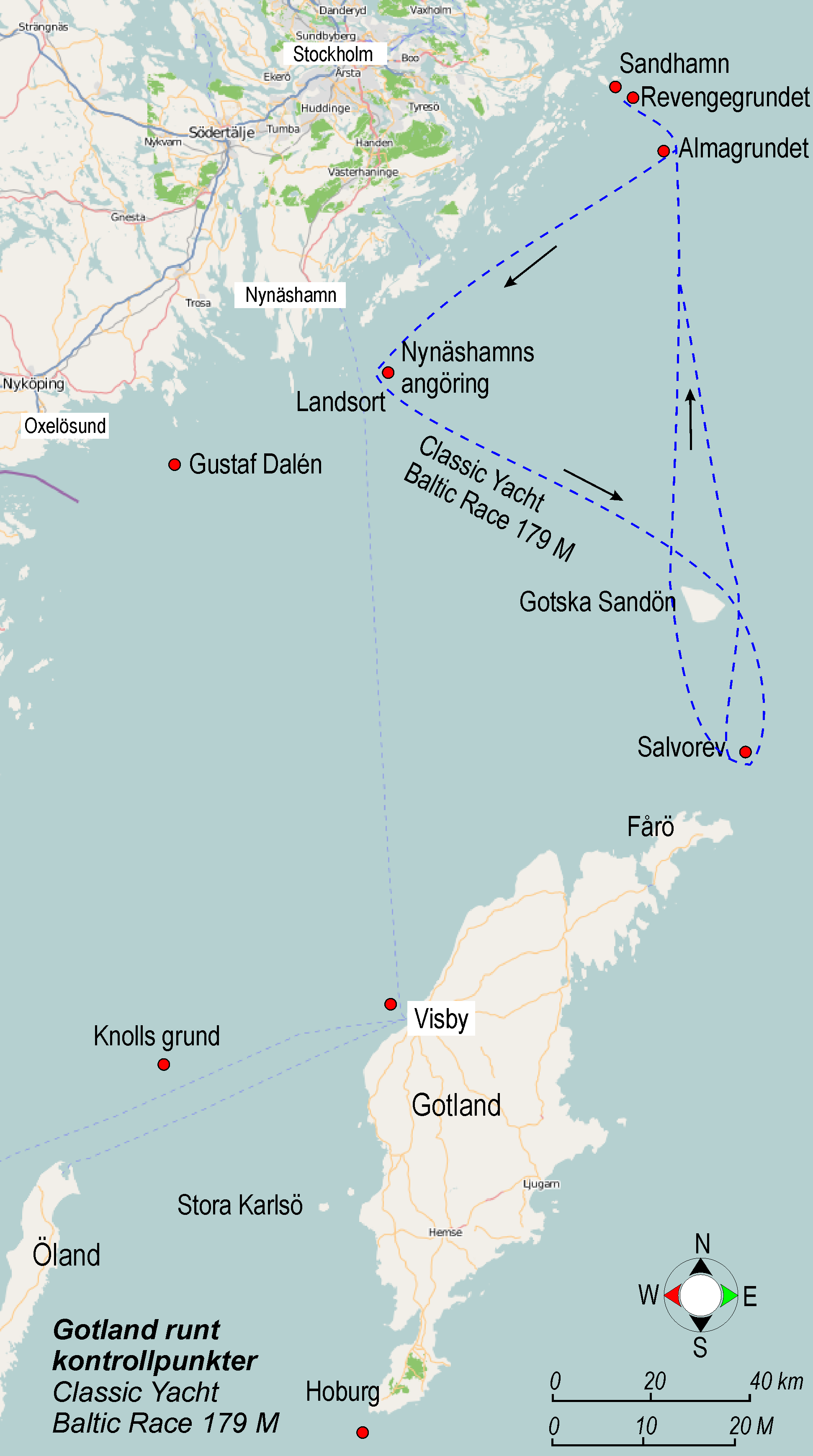
Gotland Runt, bana "Classic Yacht Baltic Race".

## Kungligt deltagande
Kung Carl XVI Gustaf har deltagit i Gotland Runt ett flertal gånger, senast i början av 2000-talet tillsammans med Prins Carl Philip. Även Norges kung Harald V av Norge brukar delta. Han och hans besättning har haft stora framgångar och har vunnit sin klass i Gotland Runt.

## Scouters deltagande
En grupp sjöscouter från Sjöscoutkåren S:t Göran seglade Gotland Runt 2022 för publicitet för Scouterna i en Bavaria 32 Cruiser. Besättningen bestod av 6 roverscouter från roverlaget GPS och 1 ledare från Viggbyholms Sjöscoutkår. Det var den första scoutgrupp som fullföljde en havskappsegling och avslutade Gotland Runt.

## Bildgalleri

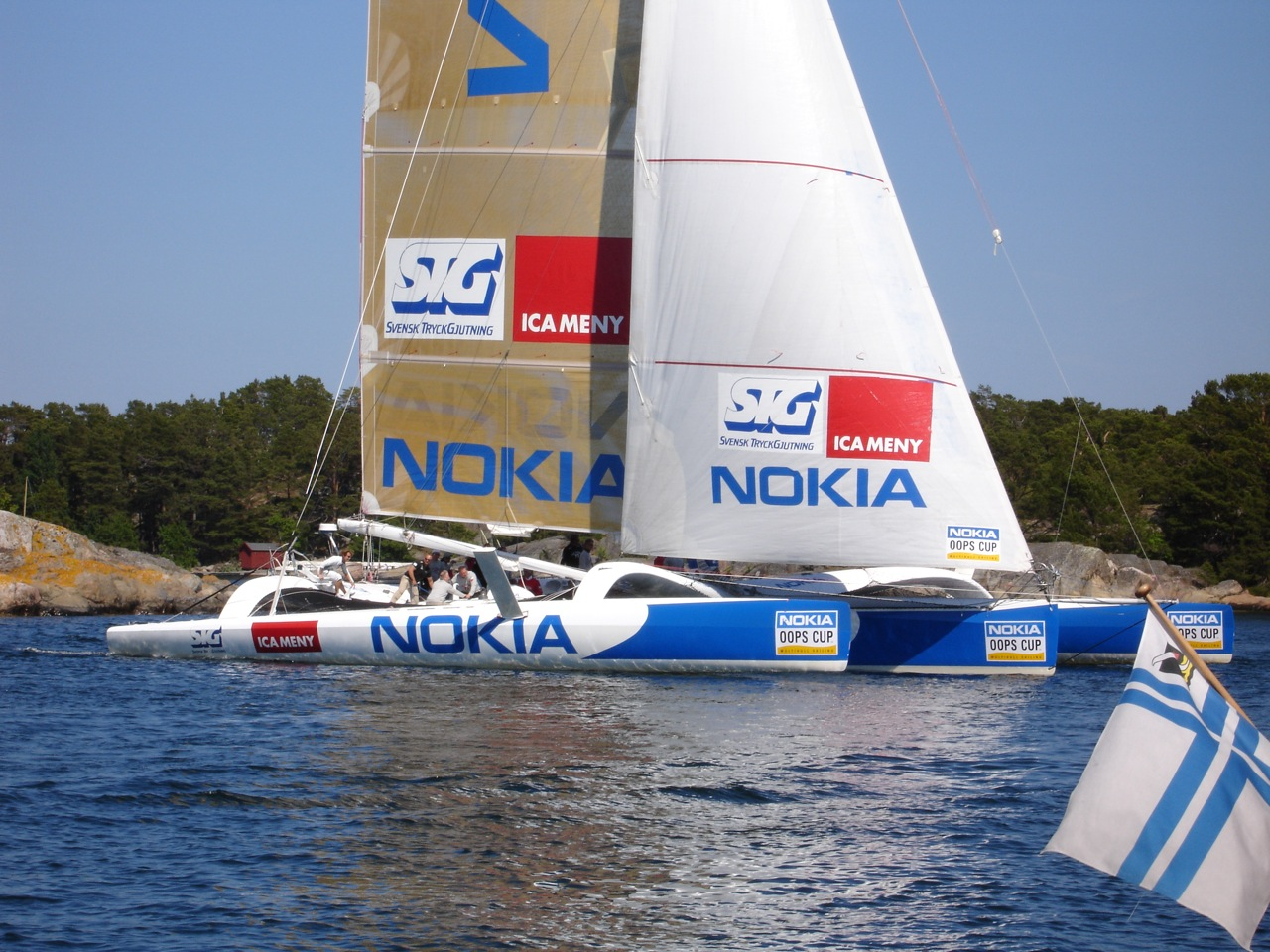
Trimaranen "Nokia" av typen open ORMA 60 i Sandhamn, juli 2005.
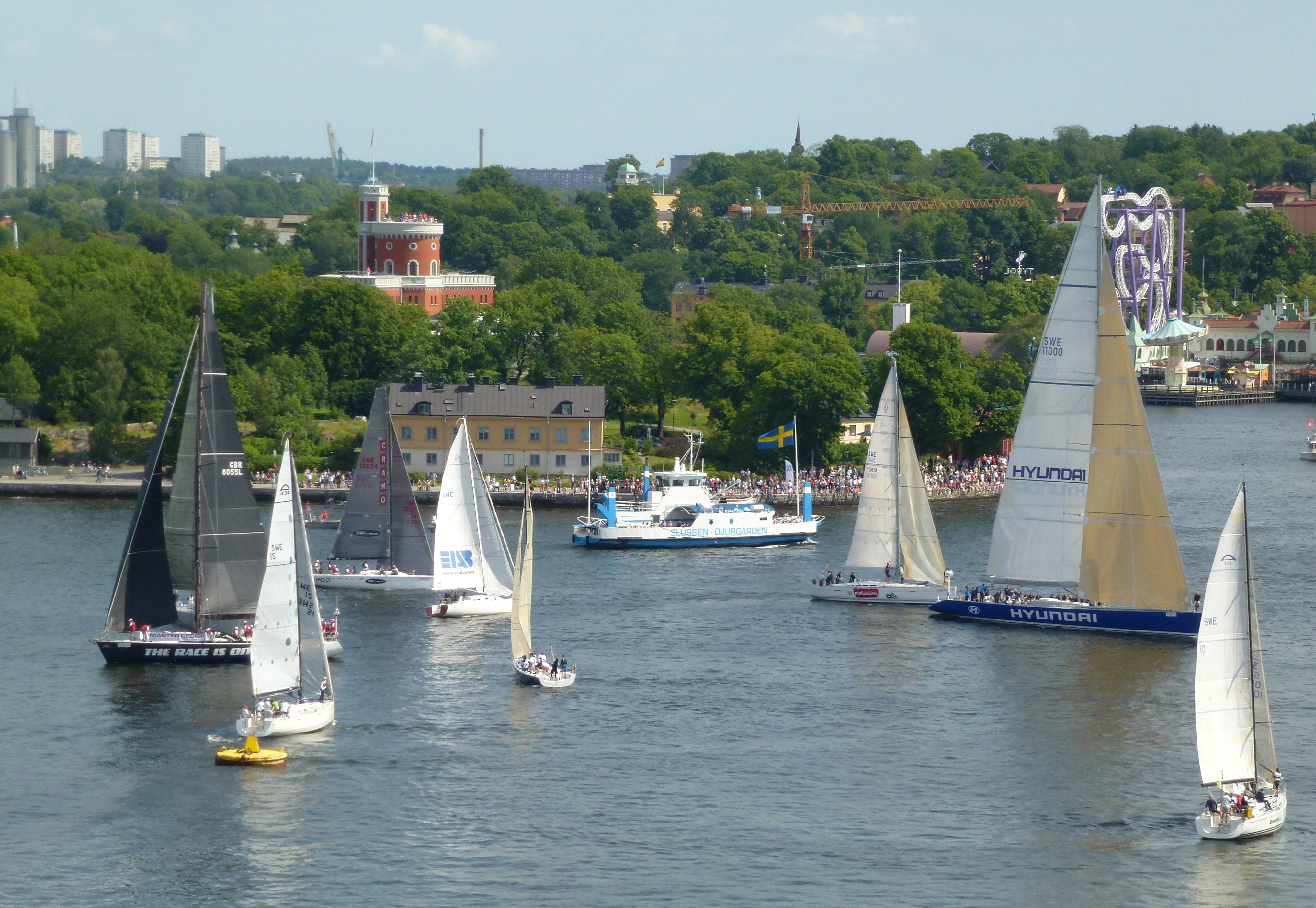
I väntan på startskottet, Stockholm, 1 juli 2012 kl 10:58.
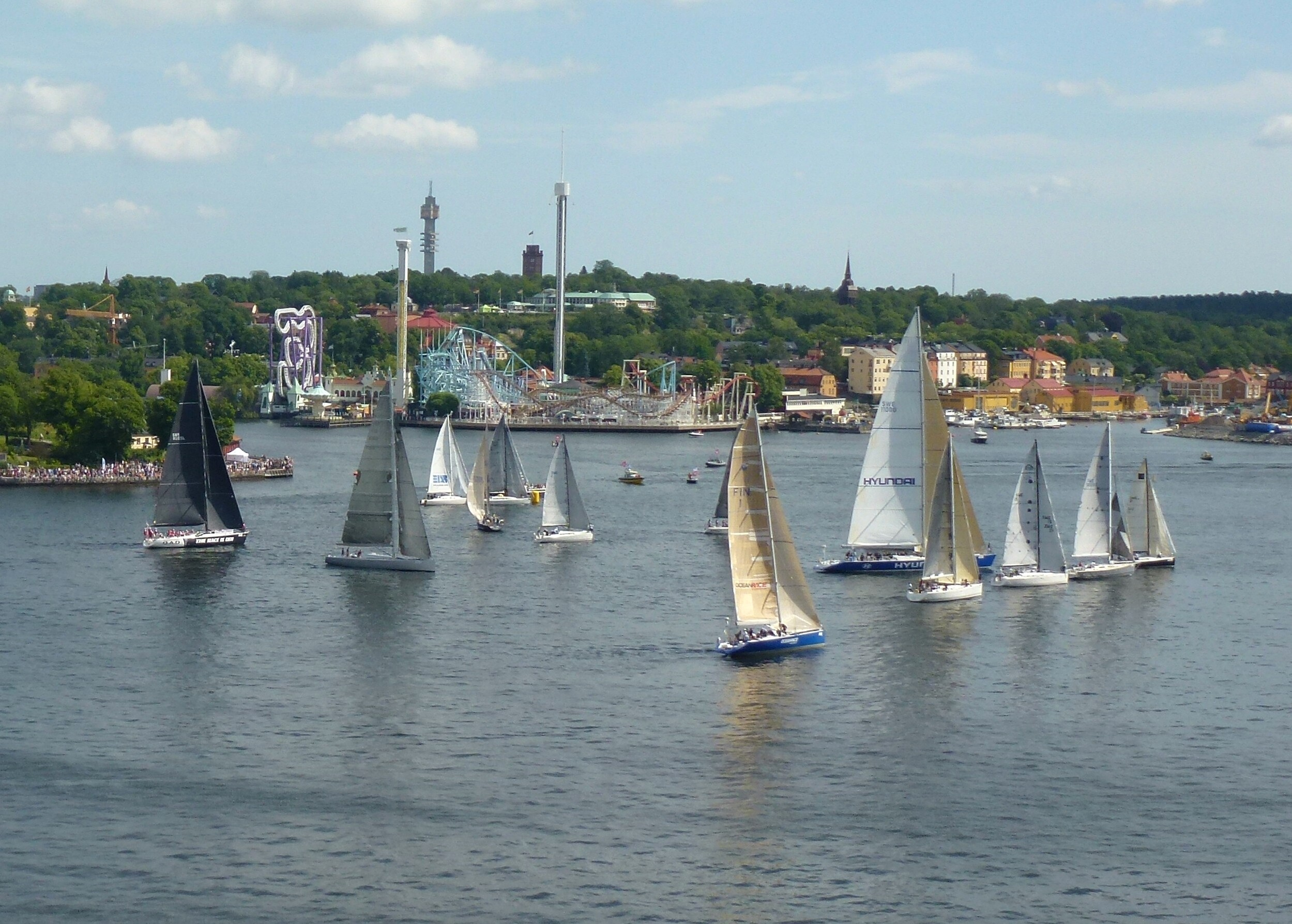
Start för första gruppen, Stockholm, 1 juli 2012 kl 11:00.
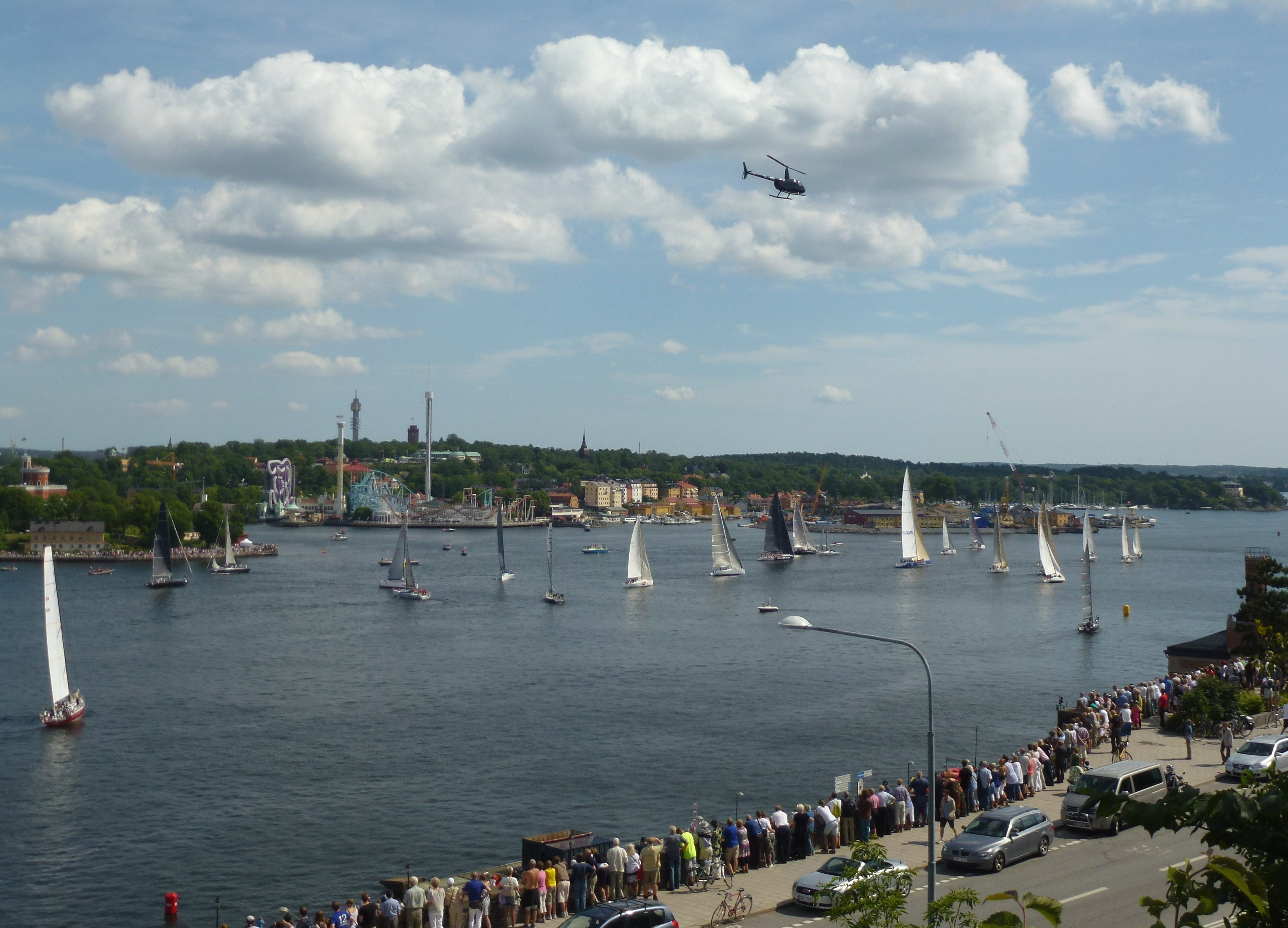
Första gruppen iväg på Stockholms inlopp, 1 juli 2012.
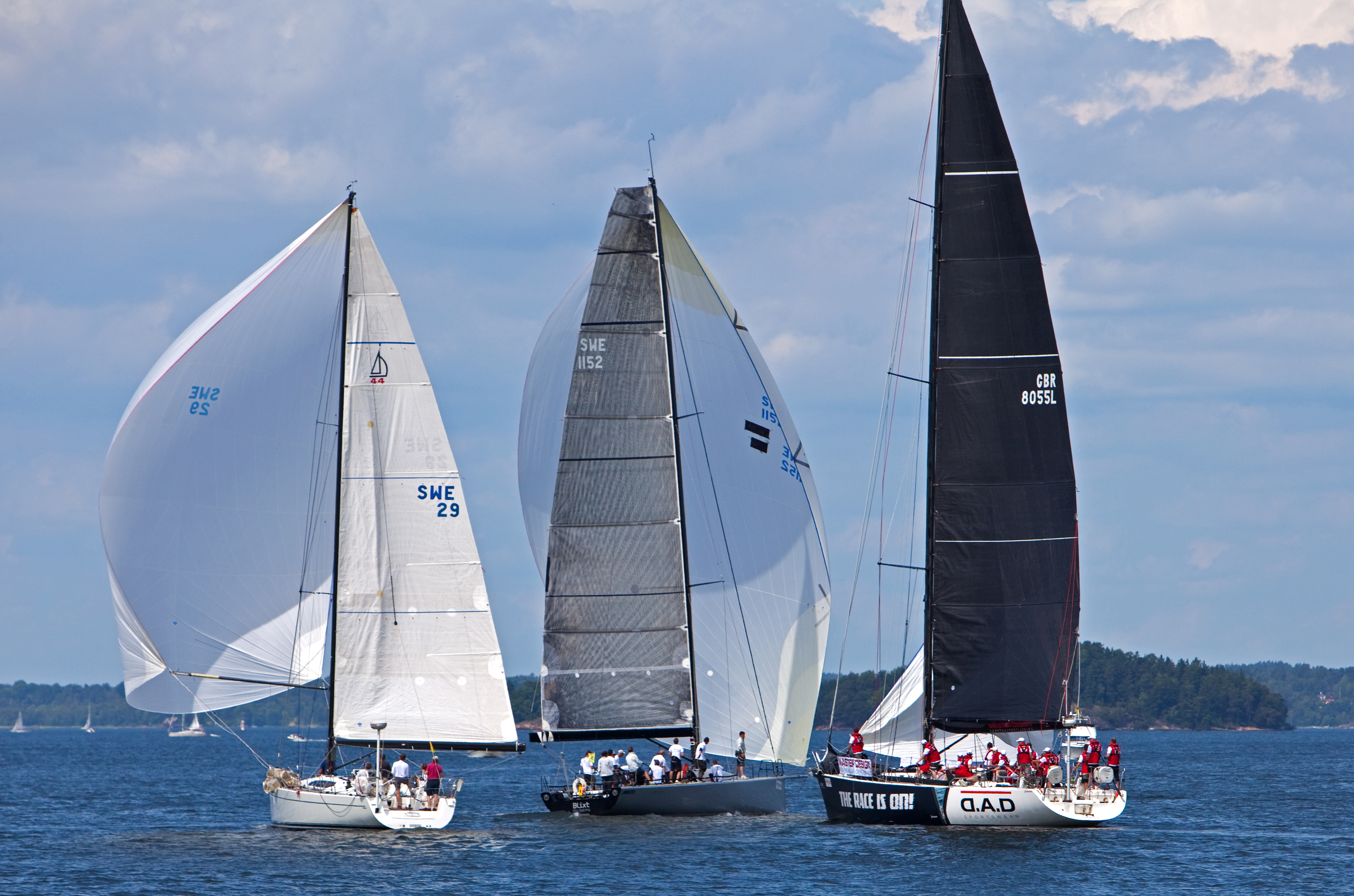
Passage genom Oxdjupet, Stockholms skärgård, 1 juli 2012
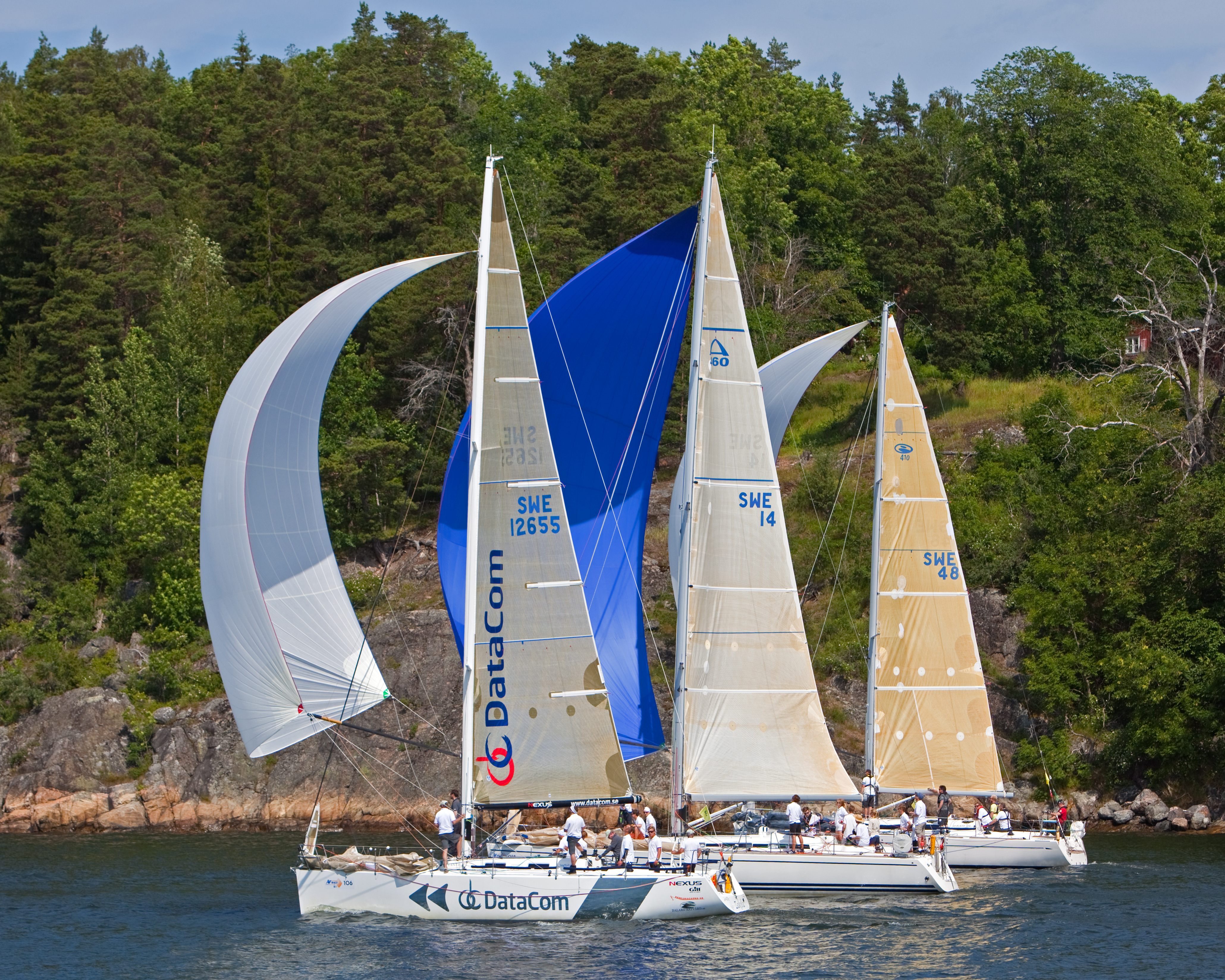
Passage genom Oxdjupet, Stockholms skärgård, 1 juli 2012
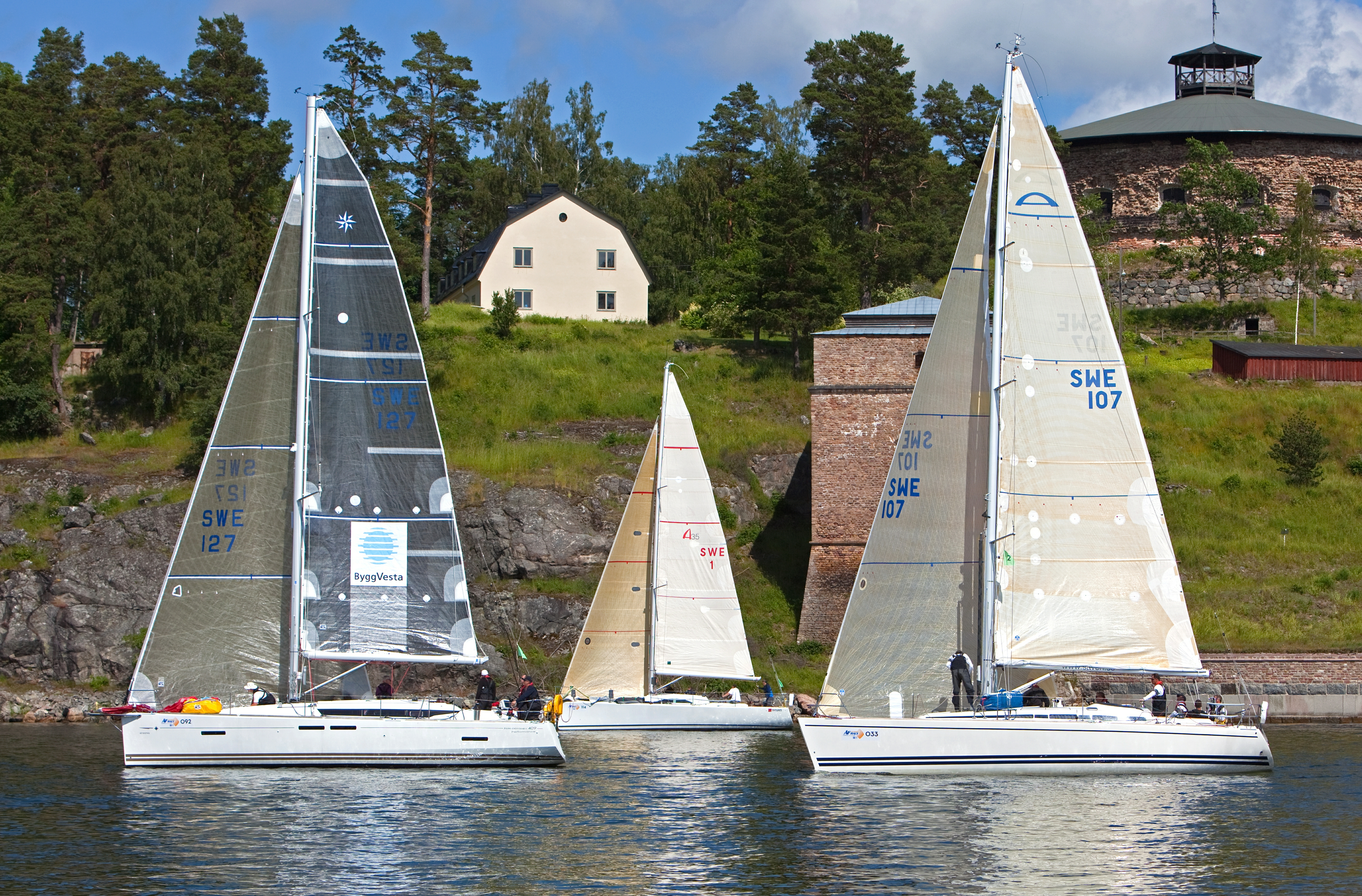
Passage genom Oxdjupet, Stockholms skärgård, 1 juli 2012
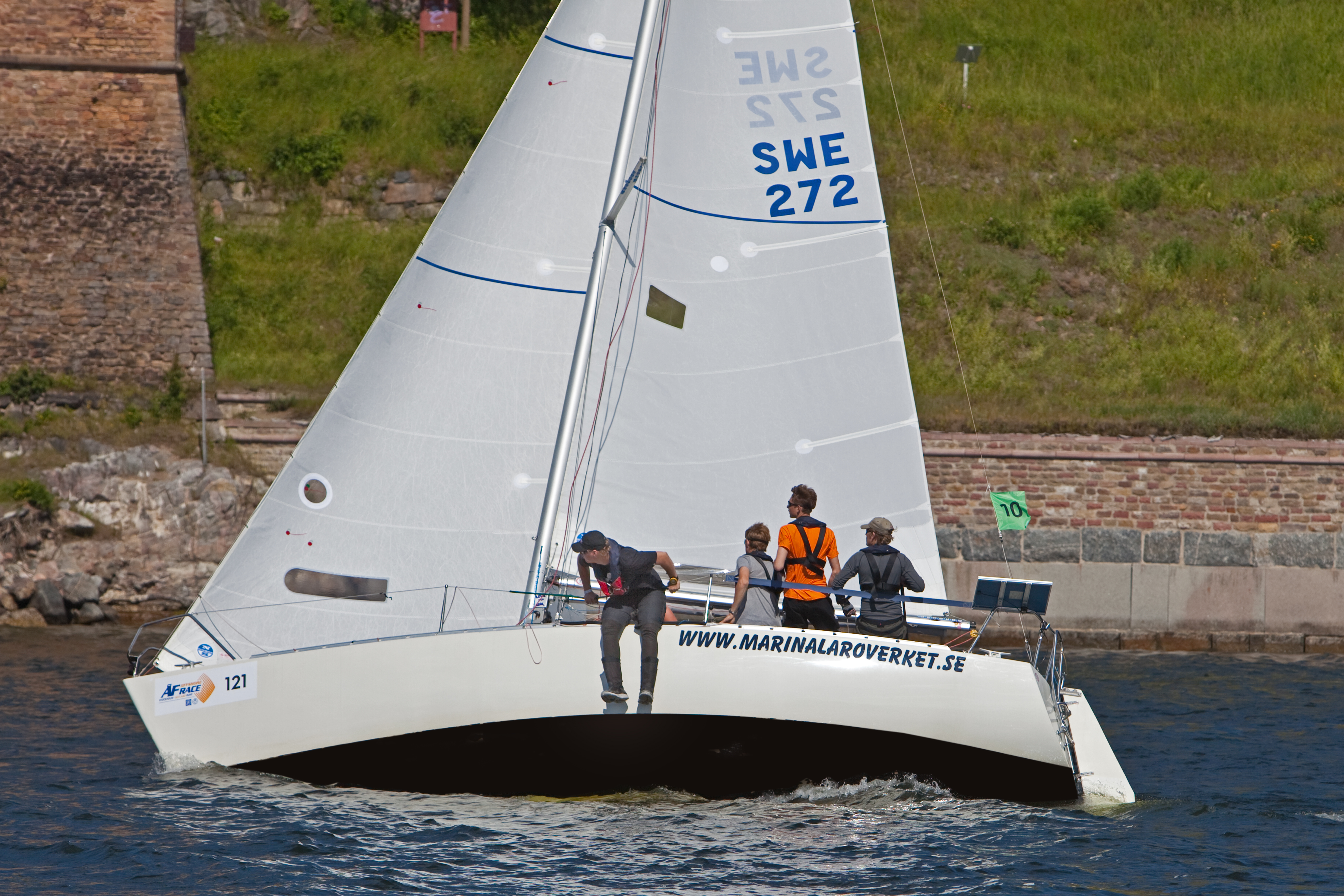
Passage genom Oxdjupet, Stockholms skärgård, 1 juli 2012
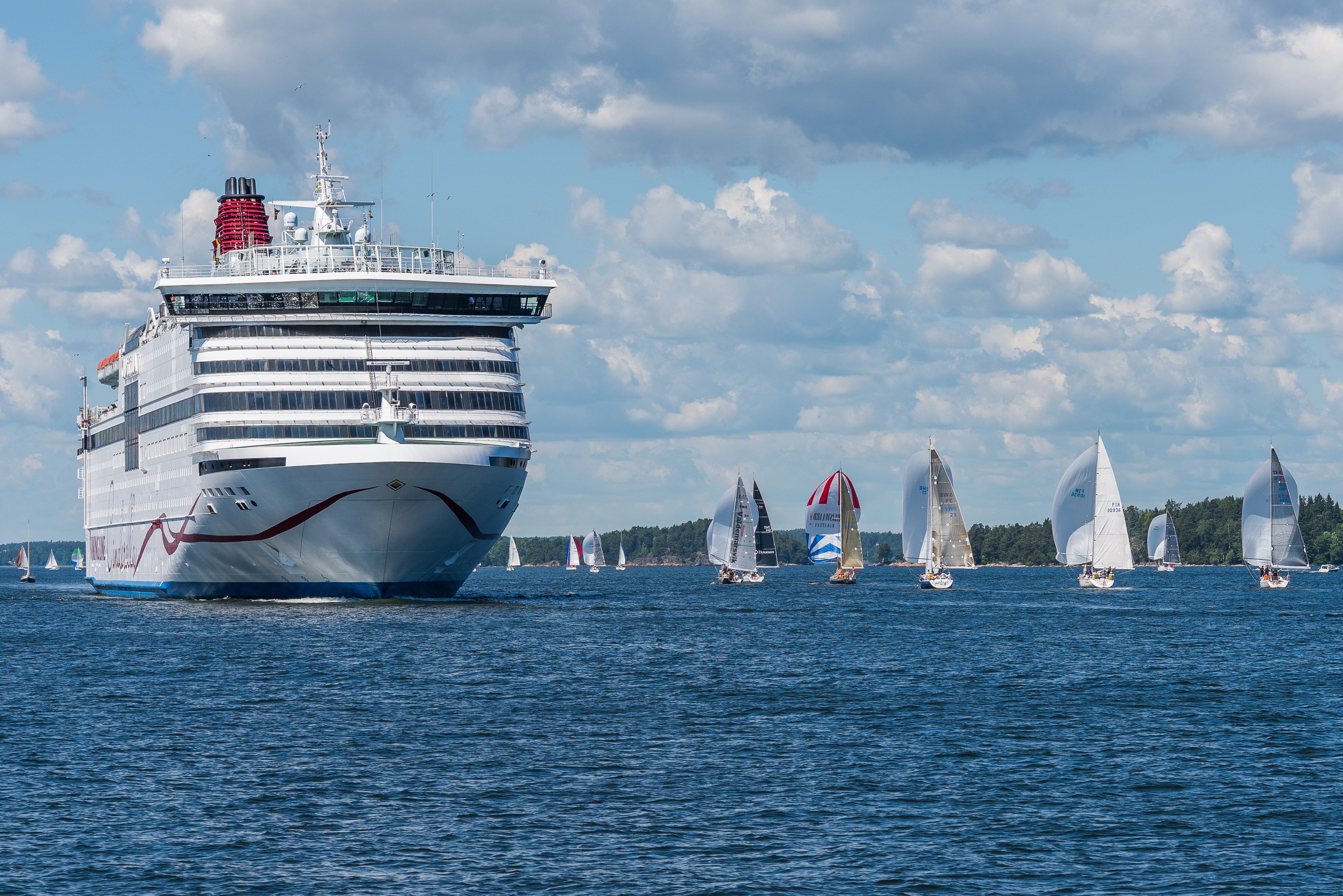
Passage genom Oxdjupet, Stockholms skärgård, 28 juni 2015
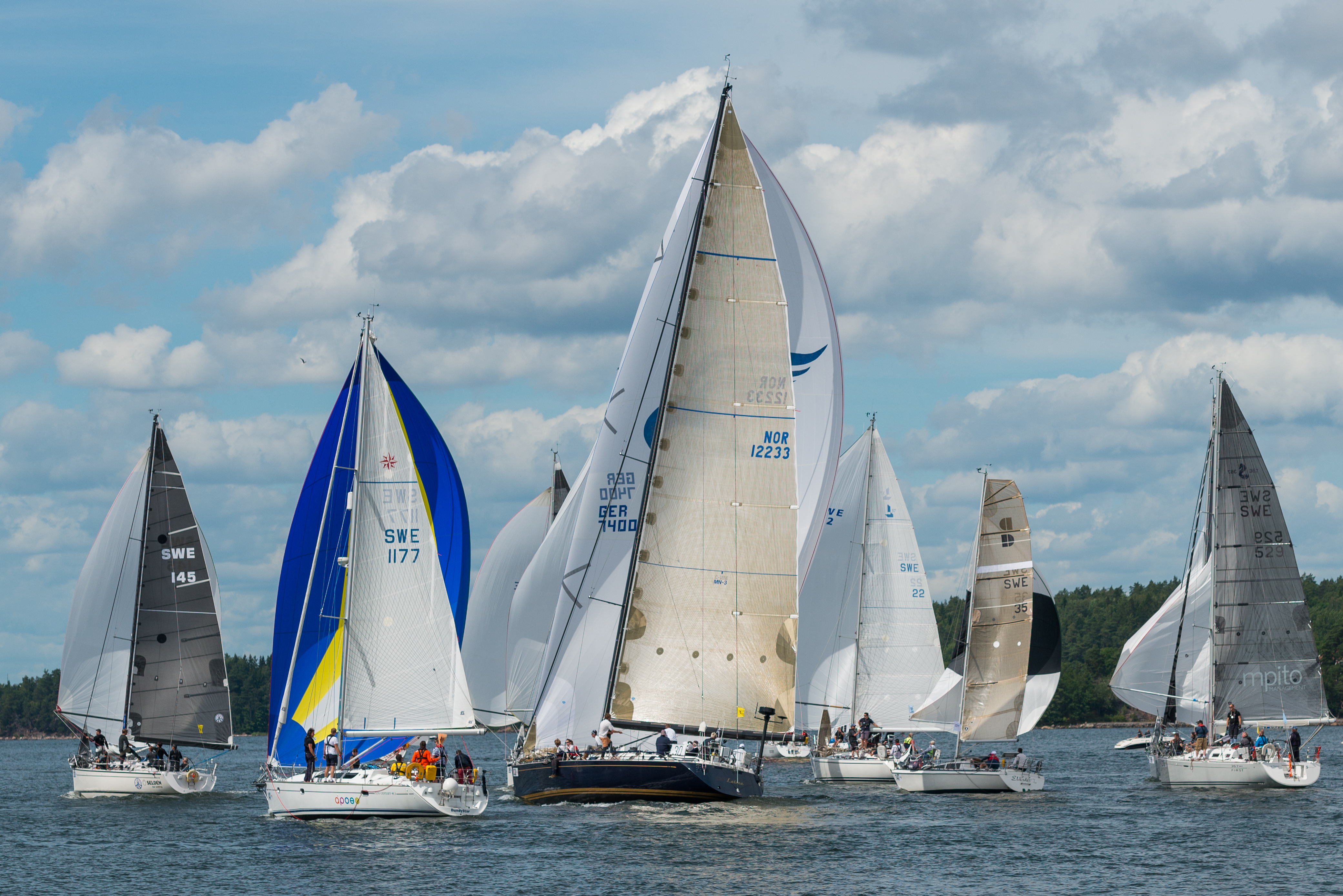
Passage genom Oxdjupet, Stockholms skärgård, 3 july 2016
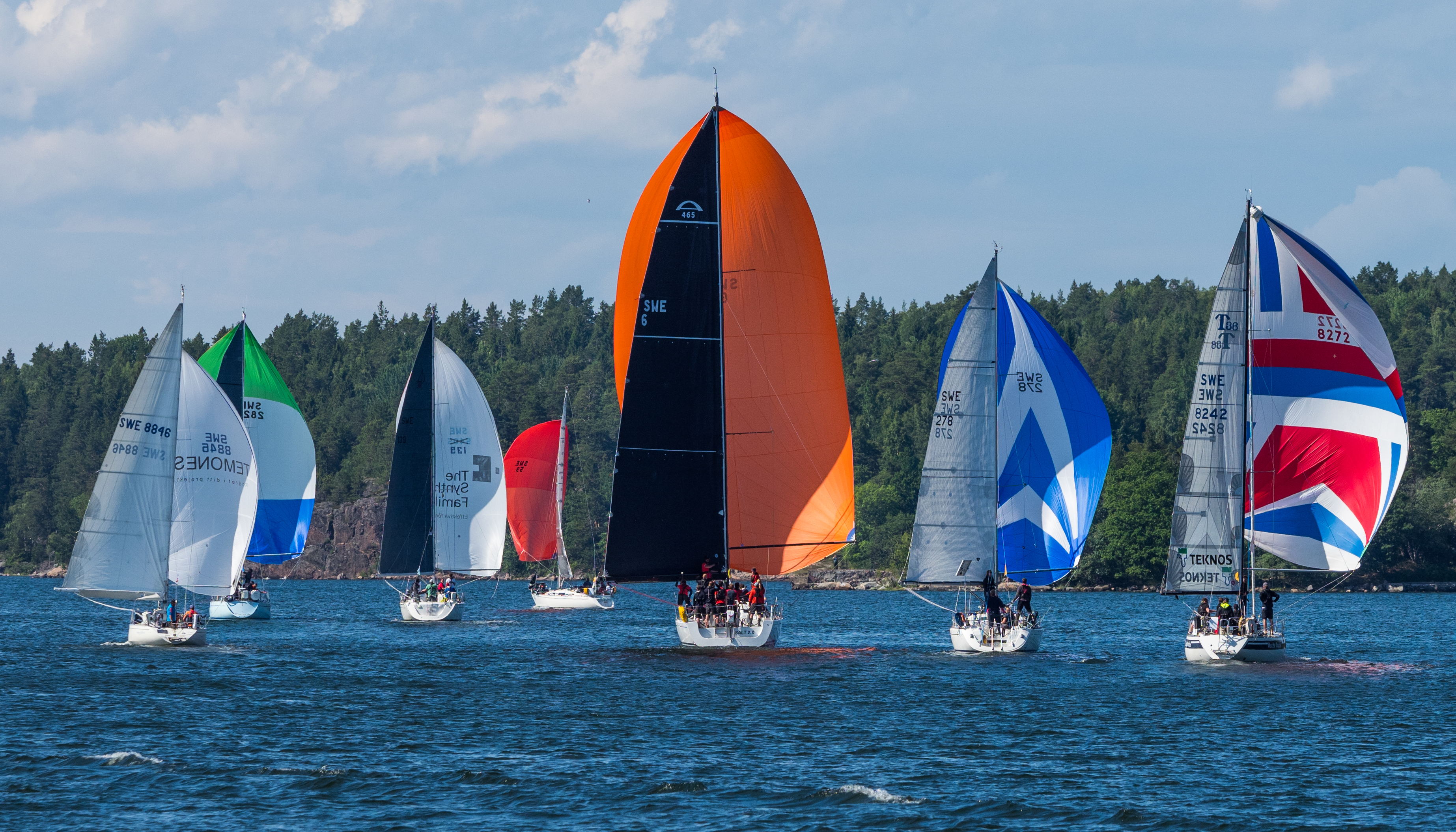
Passage genom Oxdjupet, Stockholms skärgård, 2 july 2017
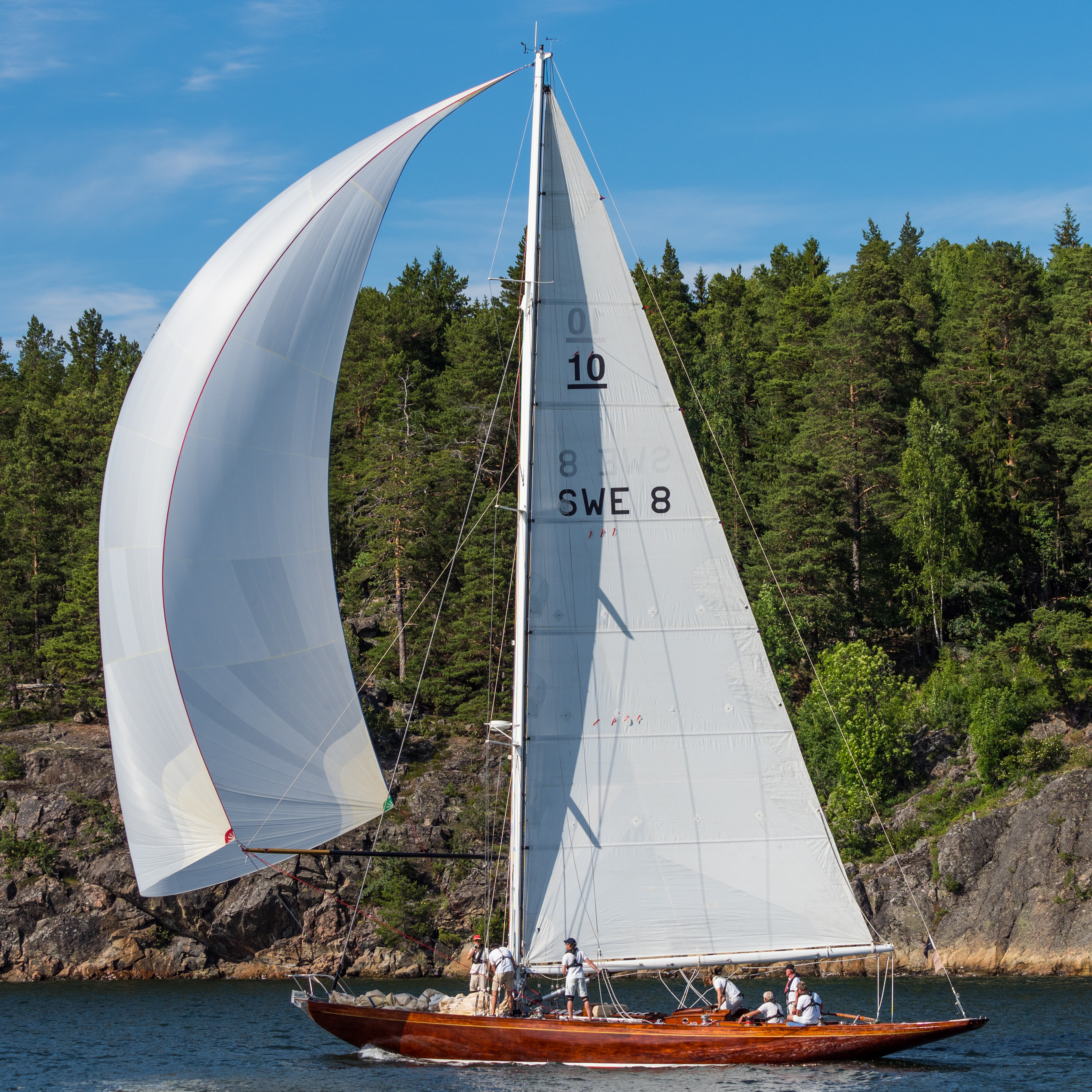
Segeljakten Itaka passerar vid Oxdjupet 2017
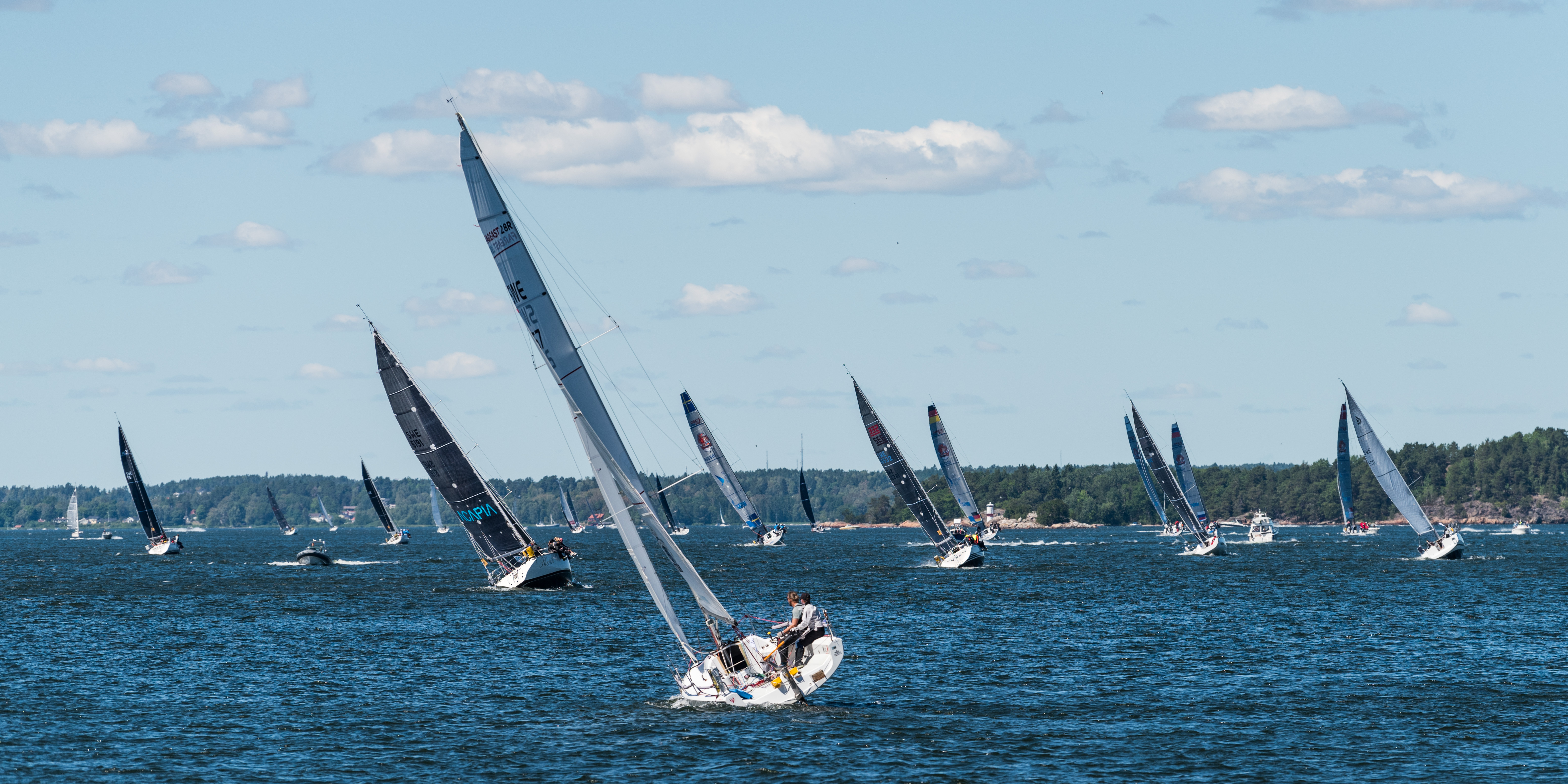
På väg mot Saxarfjärden